# Ледащий
Леда́щий или лядащий — в маргинальных неославянских представлениях дух соломы, который всю зиму проводил во сне, весной просыпался и всё лето ожидал новую спячку, но уже — в копне свежей соломы. В метафорическом смысле его можно было назвать олицетворением зимнего увядания природы.
Якобы среди крестьянского населения считалось, что этого духа почти никто не видел, но многие слышали, как он громко зевает, вздыхает и курлыкает из соломы. Если же его всё-таки удавалось встретить, он неизменно должен был предстать с соломой в волосах выглядя «весь запухший ото сна» из-за того, что очень любит сон. Разбудить его может только наступление весны.